# TÜV Süd
Die TÜV Süd AG (Eigenschreibweise TÜV SÜD) ist ein international tätiges deutsches Dienstleistungsunternehmen mit Sitz in München. Trotz der Herkunft der Abkürzung („Technischer Überwachungsverein“) ist sie (anders als ihr gleichnamiger Hauptaktionär) heute kein Verein, sondern eine nicht börsennotierte Aktiengesellschaft.
Der TÜV SÜD ist eine technische Prüforganisation, die mit Prüfung und Zertifizierung als Schwerpunkt ein weites Feld von Dienstleistungen anbietet. 2021 wurde ein Jahresumsatz von 2,7 Milliarden Euro mit 25.500 Mitarbeitern erzielt.

## Beschreibung

### Arbeitsfelder

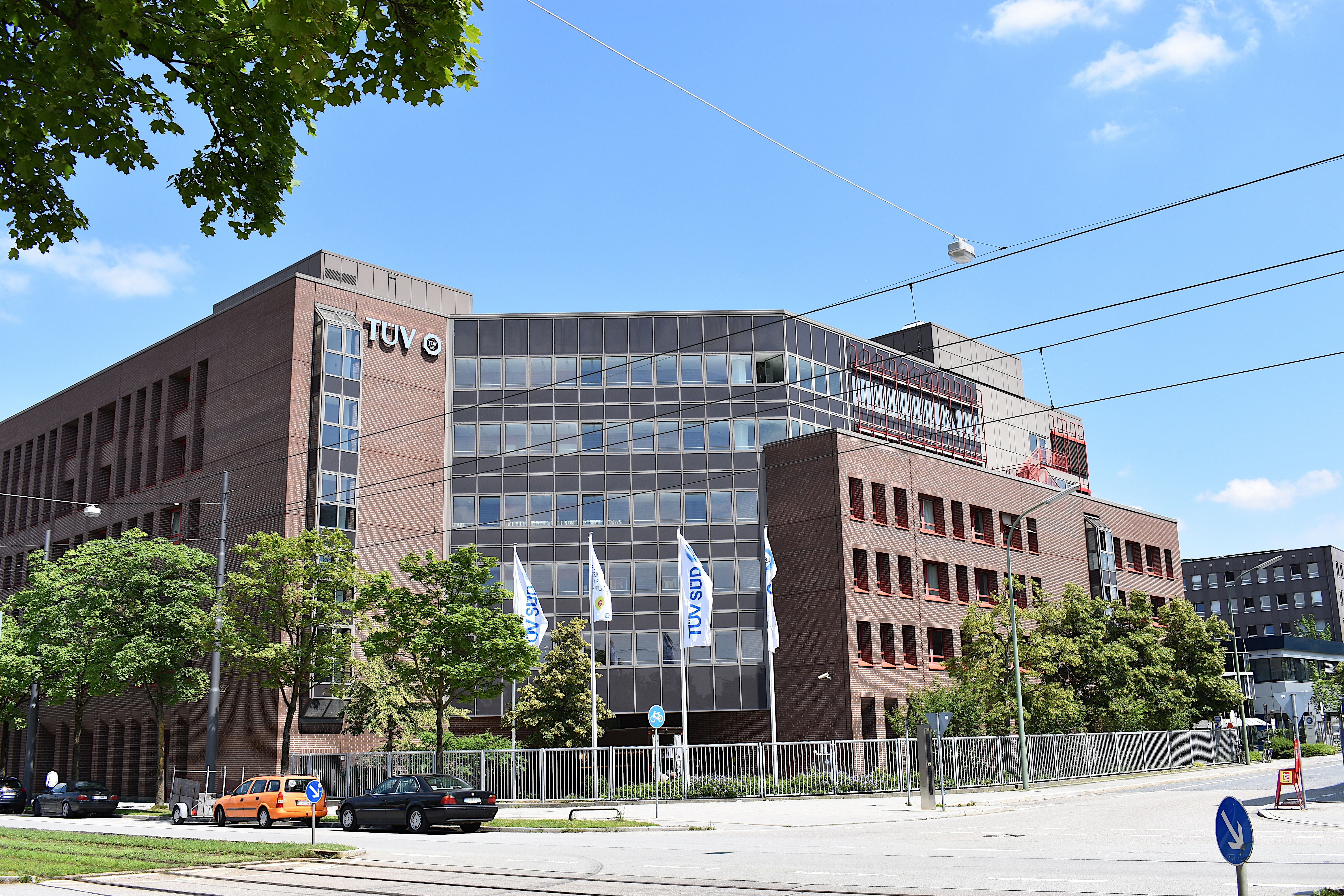
Münchner Zentrale des TÜV Süd im Juni 2018

Der TÜV Süd ist mit mehr als 800 Standorten in ganz Deutschland, Europa, Amerika und Asien vertreten. Rund 43 Prozent des Umsatzes werden im Ausland erzielt. Neben technischen Prüfungen, Beratungen, Gutachten und Tests gehören auch die Bereiche Ausbildung und Zertifizierung zum Leistungsspektrum. Weiterhin ist der TÜV SÜD in den klassischen Dienstleistungen Hauptuntersuchung („Prüfplakette“), Anlagenprüfung, Produkttests oder Gutachten tätig.
Parallel zur Technikentwicklung wurden die Arbeitsfelder schrittweise erweitert (unter anderem elektrischer Strom, Kraftfahrzeuge, Fahrerlaubnisse, Kraftwerkstechnik, Brandschutztechnik, Seilbahnen, Bahntechnik, Personenaufzüge, Kernkraftwerke, Umweltschutz, Managementsysteme, Produktsicherheit, Grundstücksbewertung und Bautechnik). Aktuell wichtige Themenfelder sind Elektromobilität, Erneuerbare Energien und Informationssicherheit. Die Internationalisierung wurde im europäischen Binnenmarkt und anderen Märkten wie beispielsweise der Türkei und Korea aktiv betrieben.

### Eigenständigkeit
Der TÜV Süd ist ein eigenständiges Unternehmen und steht in direkter Konkurrenz zu den national und international aktiven TÜV-Gesellschaften TÜV Nord, TÜV Rheinland, TÜV Saarland und TÜV Thüringen. Das Unternehmen ist Mitglied im TÜV-Verband.

### Beteiligungen
Als Aktiengesellschaft ist der TÜV Süd nicht börsennotiert. 74,9 Prozent der Aktien gehören dem eingetragenen Verein TÜV Süd, der ca. 13.500 Mitglieder hat; die übrigen 25,1 Prozent gehören der TÜV Süd-Stiftung. Ihre Aktienrechte an der TÜV Süd AG wurden an den unabhängigen TÜV Süd Gesellschafterausschuss GbR mit Sitz in München übertragen. Damit sollte eine Übernahme durch ausländische Konkurrenzunternehmen erschwert werden, was bis heute erfolgreich war. Die Energiekonzerne E.ON, Vattenfall und EnBW sind Mitglieder des Vereins.

## Firmengeschichte

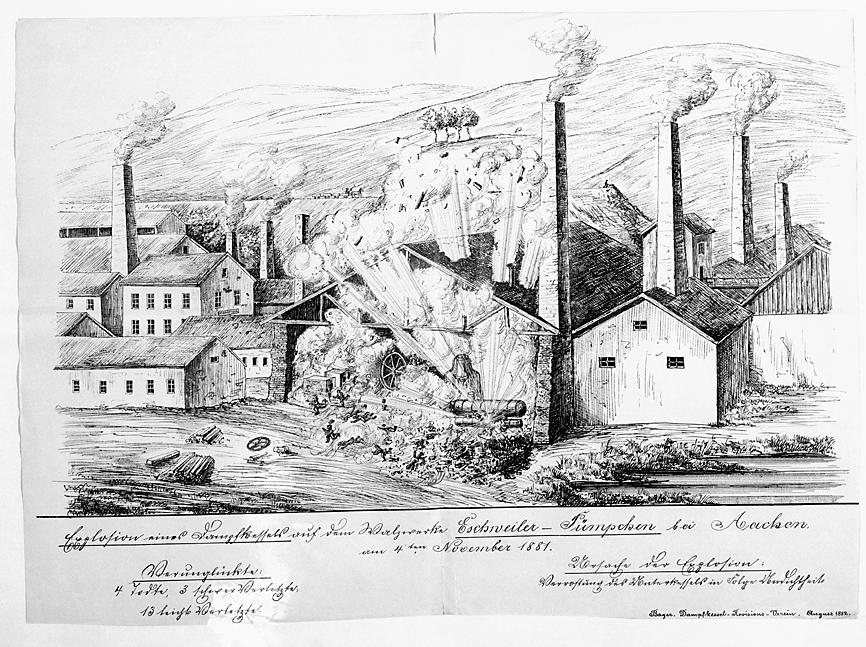
Dampfkesselexplosion 1881. Lithographie des Bayerischen Dampfkessel-Revisionsvereins

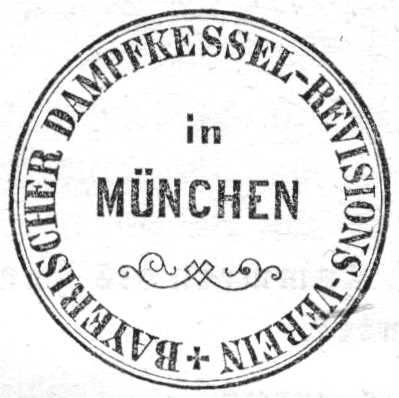
Siegel von 1876

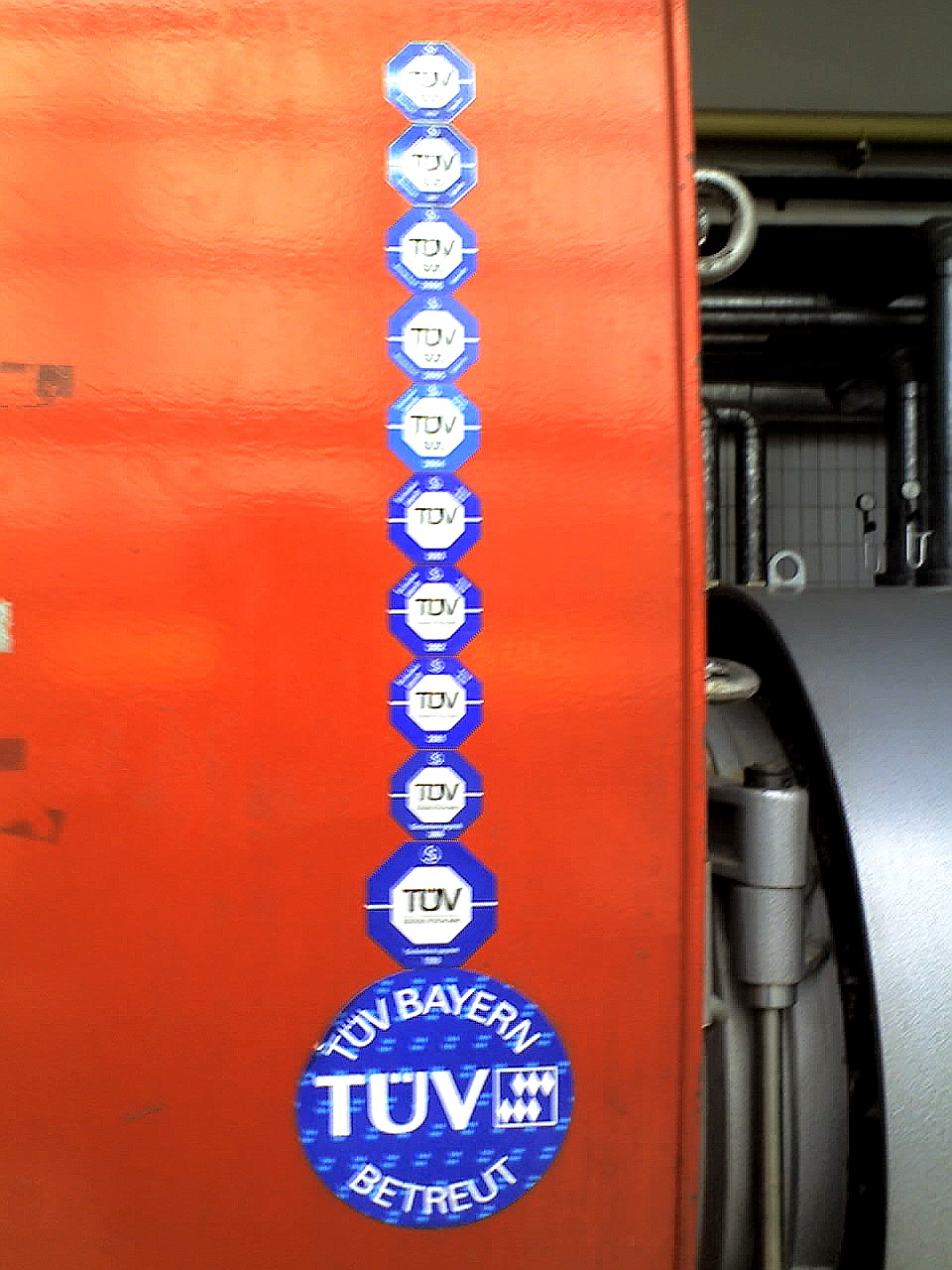
Großwasserraumkessel, die vom TÜV Süd betreut werden.

### 1866 bis 1900
1866 wird das Unternehmen in Mannheim als „Dampfkesselrevisionsverein“ gegründet. 1868 trat Carl Isambert als erster hauptamtlicher Sachverständiger seinen Dienst an. Im Jahr 1874 erhielt der „Bayerische Dampfkesselrevisionsverein“ die königliche Anerkennung. Ziel und Aufgabe war es, „Mensch, Umwelt und Sachgüter vor den nachteiligen Auswirkungen der Technik zu bewahren“. Früh schon wurden Beratungsempfehlungen für einen wirtschaftlicheren Betrieb der Anlagen gegeben. Die qualifizierte Beratung ist seit Beginn ein wichtiger Teil der Prüfaufgaben der Technischen Überwachungsvereine.

### 1900 bis 1938
Ab dem Jahr 1899 wurden die Sachverständigen nach tödlichen Stromunfällen auch für Elektrizitätskraftwerke tätig. Im Jahr 1906 wurden stationäre Dieselmotoren geprüft, ein Jahr später Personenaufzüge. Seit dem Jahr 1917 werden Ferndampfleitungen, und seit 1926 Lichtspieltheater regelmäßigen Prüfungen unterzogen. Im Jahr 1929 wurde erstmals der Emissionsschutz geprüft: Staubbelästigungen im Zusammenhang mit der Kaminhöhe von Feuerungsanlagen. Die Kraftfahrzeugprüfungen erfolgten erstmals in den 1920er Jahren und seit 1929 werden auch „fliegende Bauten“ überprüft, also Fahrgeschäfte auf Jahrmärkten und Volksfesten wie dem Oktoberfest.

### 1938 bis 1945
Per Dekret der Reichsregierung wurde im Jahr 1938 allen Revisions-Vereinen die neue Bezeichnung „Technischer Überwachungsverein“ zugewiesen. Nach dem Zweiten Weltkrieg wurden alle Vereine wegen ihrer Involvierung in die Strukturen des Nationalsozialismus im Rahmen der Gleichschaltung von den Siegermächten aufgelöst.

### 1945 bis 2000
Die erste Neugründung nach dem Krieg erfolgte im Jahr 1947 in Bayern. In den 1950er Jahren nahm der Verkehr mit dem beginnenden Wirtschaftswunder sehr stark zu. Das Thema Auto und Verkehr gewann damit stetig an Bedeutung, ebenso die Leistungsfähigkeit und besondere Verantwortung der Menschen am Steuer. Das Jahr 1954 war die Geburtsstunde der Medizinisch-Psychologischen Untersuchung (MPU).
In den 1960er Jahren wurden Kernenergie und Umweltschutz Tätigkeitsfelder für TÜV-Ingenieure. Später folgten der Bildungsbereich als „TÜV Süd-Akademie“ und die Produkt- und Materialprüfungen, die zur Gründung von „TÜV Süd Product Service“ führten. Seit Ende der 1980er Jahre kümmert sich „TÜV Süd Management Service“ um Zertifizierung und Qualitätssicherung.
Der Aufbau des TÜV Sachsen erfolgte nach der Wende im Jahr 1992; 1996 fusionierten TÜV Südwest und TÜV Bayern-Sachsen zum TÜV Süddeutschland. 1999 folgte die Eingliederung des TÜV Hessen. Mehrheitsgesellschafter ist seitdem die TÜV Süd AG.

### Seit 2000
2003 wurde TÜV Hanse gegründet; Mehrheitsgesellschafter ist die TÜV Auto Service. 2004 eröffnete TÜV Süd Life Service die Region Nord.
Das Jahr 2005 brachte die Gründung von TÜV Süd Chemie Service, im gleichen Jahr übernahm der TÜV Süd 75 Prozent der Anteile der LSG-Hygiene Institute und der LSG-ELAB von der Lufthansa Service Gesellschaft (LSG Sky Chefs). 2006 wurde die PSB-Unternehmensgruppe in Singapur erworben, zudem in den USA die Prüfdienstleister EST Testing Solutions aus Michigan und Petrochem Inspection Services aus Texas.
Am 15. Dezember 2006 scheiterte die geplante Übernahme des als „Schiffs-TÜV“ bekannten viertgrößten Klassifizierers Germanischer Lloyd (GL). Dieser Kauf sollte das TÜV-Portfolio um ein neues Geschäftsfeld ergänzen.
Zu Beginn des Jahres 2007 gab es Bestrebungen zu einer Fusion der beiden Konzerne TÜV Süd und TÜV Nord. Zur Diskussion stand der gemeinsame Name „TÜV Europe“. Nachdem Zeitungsberichte die Fusion bereits bestätigt und für September 2007 angekündigt hatten, teilten am 27. August 2007 die beiden Unternehmen mit, weiterhin eigenständig bleiben zu wollen.
Im August 2007 erhielt TÜVturk, ein Gemeinschaftsunternehmen des TÜV Süd mit den türkischen Partnern Dogus und Akfen, grünes Licht für den Aufbau der flächendeckenden Fahrzeugüberwachung in der Türkei. Der TÜV Süd führt in der Türkei in Etappen die Überprüfung von Fahrzeugen ein. 2011 überprüfte der TÜV Süd mehr Fahrzeuge in der Türkei als in Deutschland.
Im Februar 2008 bestätigten TÜV Süd und TÜV Rheinland, miteinander fusionieren zu wollen. TÜV Süd und TÜV Rheinland wären zusammen der zweitgrößte Prüfkonzern der Welt hinter der börsennotierten schweizerischen Société Générale de Surveillance. Ende August 2008 haben beide Unternehmen den Antrag auf Genehmigung beim Bundeskartellamt zurückgezogen, da dieses signalisiert hatte, der Fusion in der geplanten Form nicht zuzustimmen. Im Dezember 2008 wurden die Fusionspläne endgültig aufgegeben.
Mitte 2010 wurde das Geschäftsfeld Mensch aufgelöst. Die diesem Geschäftsfeld untergeordneten Bereiche Management Service, Product Service und Akademie bilden seit 2010 das neue Geschäftsfeld Zertifizierung. Die TÜV Süd Life Service mit dem Bereich Mensch und Technik (Arbeitssicherheit, Arbeitsmedizin und Arbeitspsychologie) sowie MPU (medizinisch psychologische Untersuchung nach Führerscheinverlust) gehört seit 2012 zum Geschäftsfeld Mobilität. Das dritte große Geschäftsfeld des Unternehmens umfasst Dienstleistungen für die Industrie.
2006 kaufte der TÜV Süd das britische Unternehmen „Nuclear Technology“ und am 29. Oktober 2009 das koreanische Kerntechnikunternehmen GNEC.
Der TÜV Süd übernahm 2011 zehn internationale Unternehmen, unter anderem Firmen mit Sitz in Japan, Südafrika, Kanada, Großbritannien, Italien und Deutschland. 2012 wurden Unternehmen in Brasilien (Lebensmittelsicherheit), Südafrika (Aufzugprüfung) und Großbritannien (Windenergie) hinzugekauft.

## Marke, Logo, Image

Logo

Der TÜV Süd profitiert vom sehr hohen Bekanntheitsgrad der Marke TÜV. Das Konzern-Logo („Oktagon“) stellt eine abgewandelte achteckige Prüfplakette dar.
Im Jahr 2005 wurde ein dreidimensionales Logo neu eingeführt. Der neue Unternehmens-Wahlspruch „Mehr Sicherheit. Mehr Wert.“ (auf Englisch „Choose Certainty. Add Value.“) wurde im Rahmen einer „Mehrwert-Kampagne“ öffentlich bekannt gemacht.
Beim 40. internationalen Film- and Video-Festival in Hollywood gewann der TÜV Süd mit seinem Imagefilm „Was sind das eigentlich für Menschen?“ den „Gold Camera Award 2007“. In der Kategorie „Public Relations: Corporate Image“ wurde der erste Platz von mehr als 1.200 Bewerbern aus 24 Ländern erreicht. Der Geschäftsbericht 2010 des Unternehmens wurde mit einem red dot design award ausgezeichnet.

## Vorfälle und Kritik

### Dammbruch in Brasilien

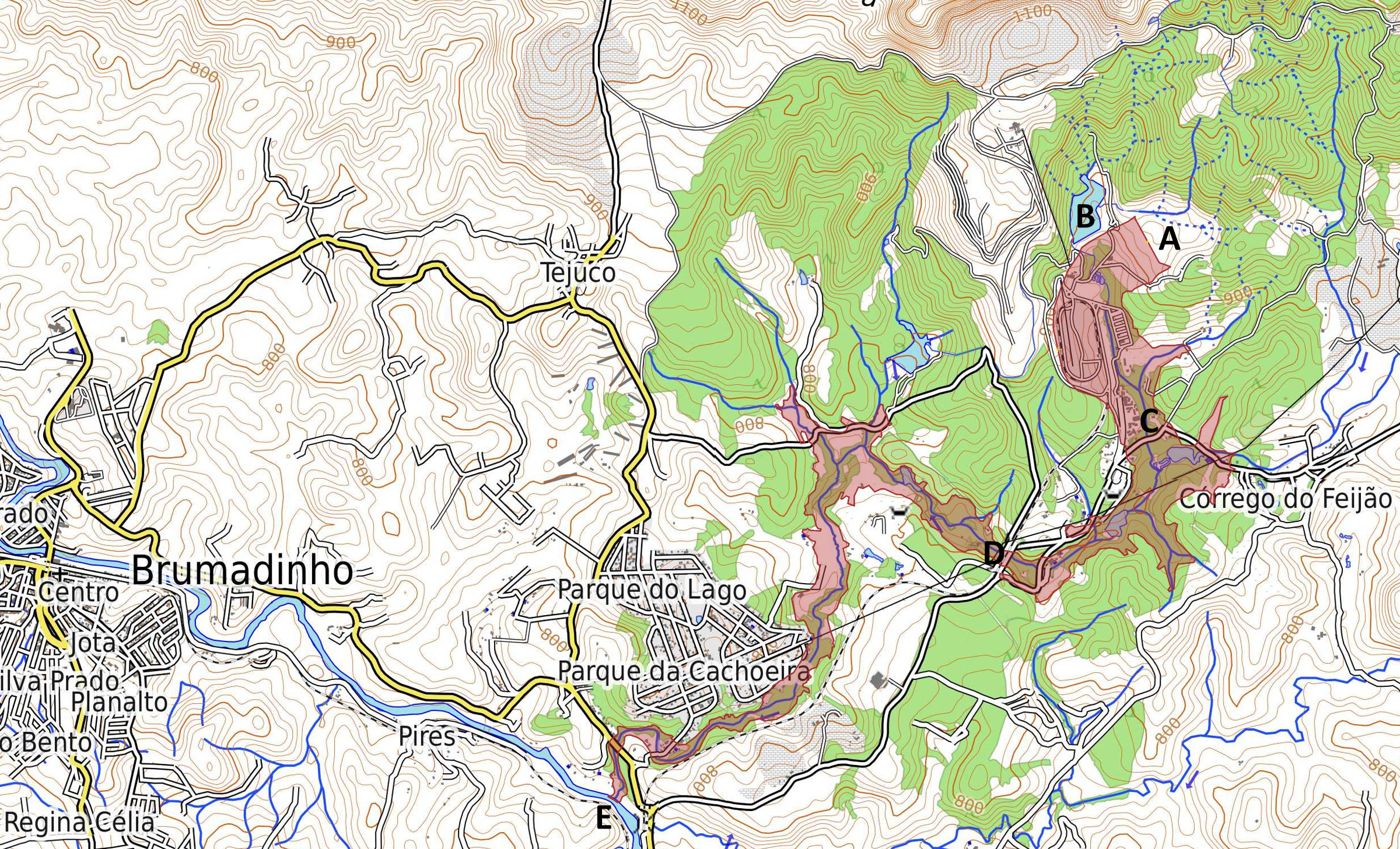
A Zerstörtes Absetzbecken. B Benachbartes Absetzbecken. C Zerstörte Büros und Kantine von Vale. D Zerstörte Eisenbahnbrücke. E Mündung der Schlammlawine in den Fluss Paraopeba

Als am 25. Januar 2019 in Brumadinho, Brasilien der Damm eines Absetzbeckens eines Eisenerzbergwerkes brach, wurde bekannt, dass dieser Damm im September 2018 vom TÜV Süd geprüft und nicht beanstandet worden war.
Am Morgen des 29. Januar 2019 durchsuchte die Polizei das Büro des TÜV Süd in São Paulo und nahm zwei Techniker vorläufig fest. Am 15. Februar 2019 wurde berichtet, dass die TÜV-Süd-Mitarbeiter nach einer Woche wieder freigelassen worden waren und stattdessen auf deren Aussage hin acht Mitarbeiter des Bergbaukonzerns Vale verhaftet wurden. Einer davon soll die TÜV-Mitarbeiter unter Druck gesetzt haben. In der weiteren Entwicklung wurde am 14. März 2019 berichtet, dass wiederum für elf Mitarbeiter des Vale-Konzerns und zwei TÜV-Süd-Mitarbeiter Haft angeordnet wurde, da sie verdächtigt wurden, von der Instabilität des Dammes gewusst zu haben.
Eine Presseerklärung zu den Vorfällen von Brumadinho veröffentlichte der TÜV Süd am 19. Februar 2019. Am 18. Juli 2019 berichtete BBC über neue Belege, dass die Katastrophe hätte verhindert werden können, und belastete den TÜV Süd damit, dass er davon vor dem Dammbruch Kenntnis hatte. Die Kernaussage des BBC-Bericht war, es lägen E-Mails des TÜV Süd mit dem Inhalt vor, dass der Damm den Sicherheitsanforderungen nicht genüge. Außerdem wurde ein Staatsanwalt zitiert, dass sich der TÜV Süd nicht kooperativ verhalte.
Am 20. August 2019 berichtete der Spiegel, dass Axel Stepken, damals Vorstandsvorsitzender des TÜV Süd, mitgeteilt habe, das Geschäft mit Sicherheitsüberprüfungen von Dämmen generell aufzugeben. Am 21. Januar 2020 berichtete der Spiegel, dass die brasilianische Staatsanwaltschaft gegen die Betreiberfirma Vale und die deutsche Prüfgesellschaft TÜV Süd Klage eingereicht habe. Gegen 16 Einzelpersonen wurde Mordanklage erhoben. Am 15. Februar 2020 berichtete die Süddeutsche Zeitung, dass nun auch in Deutschland staatsanwaltlich gegen den TÜV Süd ermittelt werde, und zwar durch die Staatsanwaltschaft München I, die für große Wirtschaftsverfahren bekannt ist und am Sitz des Unternehmens tätig ist.
Am 28. September 2021 beschäftigte sich die Münchener Justiz aufgrund einer Zivilklage eines Angehörigen eines der Todesopfer mit der Frage, ob „ein deutscher Konzern für mutmaßliche Fehler der ausländischen Tochterfirma (haftet).“ Die Kläger fordern eine halbe Million Euro Schadenersatz; der Vorwurf lautet, dass „Mitarbeiter der brasilianischen Tochterfirma des TÜV den Damm mehrfach als sicher zertifiziert haben (sollen), obwohl bestehende Mängel längst bekannt waren. Auch ein deutscher TÜV Süd-Manager […] soll von den Mängeln des Damms und der ausgestellten Zertifikate gewusst haben. […] Der TÜV Süd hingegen sieht sich für den Bruch des Dammes nicht in der Haftung.“ Der Minenbetreiber Vale habe die Haftung schon übernommen und sechs Milliarden Euro an den Bundesstaat bezahlt. Der Anwalt der Kläger betonte, dass auf diesem Wege bis zur Entschädigung von Opfern „in Brasilien Jahrzehnte vergehen könnten“ und das brasilianische Umweltgesetz eine Verantwortung des Prüfkonzern vorsehe. „Anfang nächsten Jahres soll die Verhandlung weitergehen.“
1112 Menschen aus dem Bundesstaat Minas Gerais in Brasilien verklagen den TÜV Süd auf 436 Millionen Euro Schadenersatz. Die Klägerinnen und Kläger sind vor allem Angehörige von Opfern der Katastrophe. Schadenersatz fordern 836 Bewohner der Region Minas Gerais, die bei der Katastrophe nahe Angehörige verloren haben. Hinzu kommen Überlebende des Unglücks, die damals verletzt wurden oder deren Eigentum in der Schlammlawine unterging oder beschädigt wurde. Hinzu kommen weitere Ansprüche vor allem der Gemeinde Brumadinho, die noch nicht beziffert sind. Die Klage ist eine massive Erweiterung des bereits beim Landgericht München I anhängigen Verfahrens. Das Landgericht hat die Erweiterung der Klage für zulässig erklärt.

### Kontrolle von Atomkraftwerken
In einem Bericht des Fernsehmagazins Kontraste wurde 2010 kritisiert, dass Vertreter des TÜV Süd zu starken Einfluss auf die Atomaufsicht des Landes Baden-Württemberg bei der Kontrolle von Atomkraftwerken ausüben. Konkret wurde in einem Interview mit Oskar Grözinger von der Landesatomaufsicht nach Kontrollprozeduren des Kernkraftwerks Philippsburg gefragt. Als der Reporter nachfragte, wurde das Interview durch zwei beim Interview anwesende TÜV-Mitarbeiter abrupt beendet.
Laut dem 'kontraste'-Bericht erzielte der TÜV Süd damals durch Sicherheitskontrollen in Atomkraftwerken jährlich einen dreistelligen Millionenumsatz. Bei der Abwägung einer potentiellen Abschaltung von Atomkraftwerken wegen Sicherheitsbedenken bestehe offenbar ein Interessenkonflikt. Im Jahr 2008 erstellte eine Arbeitsgruppe des Bundesumweltministeriums ein Gutachten zur Überwachung von Atomkraftwerken und kam zu dem Ergebnis, dass eine zu große Betreibernähe des TÜV Süd die Qualität und Unabhängigkeit der Begutachtung von Atomkraftwerken beeinträchtigte.
Nach dem Beginn der Nuklearkatastrophe von Fukushima beschloss das Kabinett Merkel II neue Maßnahmen zum Atomausstieg; die sieben ältesten deutschen Atomkraftwerke sofort stillzulegen. Alle vier im 'kontraste'-Bericht kritisierten Kernreaktoren der Baulinie 69, darunter Philippsburg 1 und Isar I wurden per Atom-Moratorium sofort heruntergefahren und bald darauf endgültig stillgelegt.
2012 und 2013 wurde in Südkorea entdeckt, dass in Atomkraftwerken verwendete Teile gefälschte Sicherheitszertifikate aus der Zeit vor 2010 besaßen.
Als Hauptverantwortliche der Fälschungen wurde die Firma Kocen genannt, die nach 2010 von TÜV Süd übernommen worden war. Die Firma, die daraufhin als externer Prüfer beauftragt wurde, gehört ebenfalls zur TÜV-Süd-Gruppe.

### Textilfabriken in Bangladesch
Die ARD-Sendung Monitor berichtete am 6. Juni 2013 über zu laxe Kontrollen des TÜV Süd in Textilfabriken in Bangladesch. Dort sollen soziale Standards und Arbeitsbedingungen über das BSCI-Siegel der lokalen Fabrikarbeiter überwacht werden. Der TÜV Süd wies darauf hin, dass die erwähnten Prüfberichte in der Reportage aus dem Jahr 2010 und veraltet seien.

### Probleme mit Gütesiegeln
Im Oktober 2009 wird die „s@fer-shopping“-Zertifizierung des TÜV Süd von Netzpolitik.org beanstandet. Beim Onlinebuchhändler Libri.de waren laut Bericht ca. 500.000 Kunden-Rechnungen unautorisiert abrufbar, obwohl die Webseite das Gütesiegel trug.
Ende 2018 gerät das Gütesiegel „s@fer-shopping“ erneut in Kritik. Untersuchungen des IT-Onlinemagazins Golem.de zufolge weisen mehrere zertifizierte Internetseiten (inklusive der TÜV-Süd-eigenen) banale Sicherheitslücken auf. Wenige Tage später berichtet der Autor gar von einer Remote-Code-Execution-Sicherheitslücke der TÜV-Süd-Webseite.

### Wertgutachten
Am 5. März 2013 kritisierte das ZDF-Magazin Frontal21, im Zuge des mutmaßlichen Betrugs der S&K-Gruppe seien überhöhte Wertgutachten für Immobilien der S&K-Unternehmensgruppe ausgestellt worden. Der TÜV Süd behauptete, diese Gutachten seien nur intern gewesen und hätten nicht in Kundengesprächen der S&K-Gruppe verwendet werden dürfen.